# Dietmar von Losenstein

Losensteiner Wappen

Dietmar von Losenstein (Dietmar V. von Losenstein; * um 1510 auf Schloss Gschwendt in Neuhofen an der Krems; † 20. Januar 1577 im Schloss zu Linz) aus der Familie der Losensteiner war von 1571/73 bis zu seinem Lebensende 1577 Landeshauptmann von Oberösterreich. Dieses Amt hatte bereits sein Großvater Georg von Losenstein 1494–1501 innegehabt.

## Leben
Dietmars Eltern waren Wolfgang von Losenstein und Elisabeth von Boskowitz-Tschernahor. Dietmar von Losenstein zeichnete sich im Jahr 1529 bei der Ersten Wiener Türkenbelagerung aus. Er bewährte sich bei weiteren Abwehrkämpfen, geriet jedoch bei der Schlacht von Esseg am 10. Oktober 1537 in türkische Gefangenschaft und wurde in Stuhlweißenburg eingekerkert. Nach einigen Jahren harter Gefangenschaft kam er durch Bezahlung eines hohen Lösegeldes frei, welches sein Vater Wolfgang für ihn entrichtete.
Nach seiner Freilassung und Genesung wandte sich Dietmar von Losenstein der Politik zu. 1562 wurde er fürstlicher Rat des neu bestellten Passauer Bischofs Urban von Trennbach, 1564 kurzzeitig kaiserlicher Rat von Kaiser Ferdinand I., der jedoch bereits am 25. Juli 1564 verstarb. Kaiser Maximilian II. ernannte Dietmar im März 1571 zum Landeshauptmann von Oberösterreich. Nur einen Tag nach dem Tod Maximilians II. wurde Dietmar von Losenstein durch den neuen Kaiser Rudolf II. am 13. Oktober 1576 in Regensburg in seinem Amt bestätigt.
In Linz ließ Dietmar von Losenstein nach 1573 zwei Altstadthäuser zum sogenannten Losensteiner Freihaus umbauen, das heute unter Denkmalschutz steht (Listeneintrag). 1577 stellten Landeshauptmann Dietmar von Losenstein und der Vizedom Cosmas Gienger das Ansuchen, Dietmars Amtssitz, das Linzer Schloss, neu erbauen zu lassen. Der Entschluss dazu sollte aber erst rund 20 Jahre später fallen.
Dietmar von Losenstein verstarb 1577 und wurde in der Losensteiner Kapelle im Stift Garsten bestattet, wo für ihn und seinen Bruder Georg ein prächtigstes Monument aus Marmor errichtet wurde.

## Familie
Dietmar von Losenstein war dreimal verheiratet:
- Um 1530 ehelichte er Martha von Liechtenstein († 1560), mit der er insgesamt 12 Kinder hatte.
- Dietmars zweite Ehe mit Euphemia von Hohenfeld blieb kinderlos.
- Seine dritte Ehefrau Helene Freiin von Herberstein gebar ihm drei 3 Kinder, darunter den Stammhalter Wolf Siegmund von Losenstein (1567–1626).

Die Linien seiner anderen acht Söhne starben nach kurzer Zeit aus.

## Würdigung
- 2018 erwarb das Oberösterreichische Landesmuseum ein in den 1560er-Jahren entstandenes Gemälde mit dem Porträt des Dietmar von Losenstein, das nun im Renaissance-Raum des Schlossmuseums der Öffentlichkeit präsentiert wird.[5]